# Дубовое (Кунашир)
Дубовое — село в Южно-Курильском городском округе Сахалинской области России.

## География
Село находится на острове Кунашир, на расстоянии 42 км к юго-западу от посёлка городского типа Южно-Курильск, административного центра округа.

## История
Село было образовано на базе отделения совхоза «Дальний» Головнинского сельсовета. Название дано по дубовым рощам в окрестностях села постановлением исполкома Сахалинского областного Совета депутатов трудящихся в августе 1964 года. В 1994 году Шикотанское землетрясение нанесло совхозу «Дальний» значительный ущерб, от которого сельскохозяйственное предприятие, единственное на Курильских островах, не смогло оправиться и было закрыто в 1998 году. В 2004 году Дубовое преобразовано из посёлка в село.

## Население
| 2002 | 2010 | 2021 |
| ---- | ---- | ---- |
| 360  | ↗565 | ↘84  |

### Половой состав
Согласно результатам переписи 2002 года, в селе проживало 360 человек (227 мужчин и 133 женщины).

### Национальный состав
Согласно результатам переписи 2002 года, в национальной структуре населения русские составляли 74 % из 360 чел.

## Улицы
В селе имеется одна улица — Молодёжная.

## Инфраструктура
В 2022 году в селе была введена в эксплуатацию мини-пекарня.